# Gare de Kamsack
La  gare de Kamsack à Kamsack est desservie par Via Rail Canada. C'est une gare sans personnel.

## Service des voyageurs

### Accueil
Point d'arrêt sans personnel de type « poteau indicateur ».

### Desserte
Arrêt sur demande des trains Via Rail Canada.